# Buccinum finmarkianum
Buccinum finmarkianum is een soort in de klasse van de Gastropoda (Slakken).
Het dier komt uit het geslacht Buccinum en behoort tot de familie Buccinidae. Buccinum finmarkianum werd in 1875 beschreven door Verkrüzen.